# Garnier (kozmetikum)
A Garnier francia céget illetve kozmetikai márkát 1904-ben  Alfred Garnier, aki Blois-ból (Loir-et-Cher származott. Garnier feltalált egy növényi kivonatokat tartalmazó hajápoló szert (lotion capillire).  A céget 1965-ben a  L’Oréal csoport vette át.

## Termékei
- Hajfestő szerek: 100% Color, Bel Argent, Belle Color, Cristal Blonde, Cristal Color, Cristal Mèches, Cristal Relief, Decoloril, Expression, Kit Nuanceur, Lumia, Movida, Natéa, Nutrisse, Permifique, Roja, Olia
- Testápolók: Body Repair, Body Cocoon, Body Tonic
- Arcápolók: Pure, Total Confort, Nutritionist, Ultra Lift, Re-density, Masques de soin, Soft Démaq, Fresh Démaq, Mininurse, Synergie
- Hajápolók: Fructis, Ultra Doux, Respons, Moelle, éQuilibre, AquaVital, Fun
- Fodrászati termékek: Fructis Style, Grafic, Invisible
- Napvédő termékek: Ambre Solaire, Delial, UV Ski
- Higiéniai vegyi termékek: Obao, Neutralia, Start

## Fordítás
- Ez a szócikk részben vagy egészben  a   Garnier (cosmétique) című francia Wikipédia-szócikk fordításán alapul.  Az eredeti cikk szerkesztőit annak laptörténete sorolja fel. Ez a jelzés csupán a megfogalmazás eredetét és a szerzői jogokat jelzi, nem szolgál a cikkben szereplő információk forrásmegjelöléseként.